# Historic Performances Recorded at the Monterey International Pop Festival
Historic Performances Recorded at the Monterey International Pop Festival je uživo album objavljen 26. kolovoza 1970. godine od izdavačke kuće Reprise Records.

## O albumu
Album sadrži dvije nezaboravne izvedbe od Otisa Reddinga i sastava The Jimi Hendrix Experience, održane u lipnju 1967. godine na "Monterey Pop festivalu". Izdavačka kuća Reprise zahtijevala je od Hendixa (koji je bio jedna od njihovih najvećih zvijezda) da objavi novi album ali on to nije učinio u zadnje dvije godine. Odlučili su da više ne čekaju te su objavili Monterey album.
Hendrix je ubrzo nakon što je album objavljen umro, a Reddinga je umro već 1967. godine tako da je album zabilježio odličan komercijalni uspjeh. Na Billboardovoj top ljestvici albuma zauzeo je 15. mjesto što je bio odličan rezultat s obzirom na to da se na objavljivanje čekalo tri godine.
Festival se održavao od 16. – 18. lipnja 1967. godine te je na njemu prisustvovalo više od 200.000 posjetitelja

## Popis pjesama
| 1. | »Like a Rolling Stone« | Bob Dylan             | 6:22 |
| 2. | »Rock Me Baby (song)«  | B. B. King, Joe Josea | 3:00 |
| 3. | »Can You See Me«       | Jimi Hendrix          | 2:30 |
| 4. | »Wild Thing«           | Chip Taylor           | 7:30 |

| 5. | »Shake«                         | Sam Cooke                                         | 2:37 |
| 6. | »Respect«                       | Otis Redding                                      | 3:22 |
| 7. | »I've Been Loving You Too Long« | Otis Redding, Jerry Butler                        | 3:32 |
| 8. | »(I Can't Get No) Satisfaction« | Mick Jagger, Keith Richards                       | 3:21 |
| 9. | »Try A Little Tenderness«       | Harry M. Woods, Jimmy Campbell, Reginald Connelly | 4:40 |

## Izvođači
The Jimi Hendrix Experience:
- Jimi Hendrix – električna gitara, vokal
- Noel Redding – bas-gitara
- Mitch Mitchell – bubnjevi

Otis Redding:
- Otis Redding – vokal
- Booker T. Jones - orgulje
- Steve Cropper - gitara
- Donald "Duck" Dunn - bas-gitara
- Al Jackson, Jr. - bubnjevi
- Wayne Jackson - truba
- Andrew Love - tenor saksofon

### Produkcija
- Producent: Lou Adler, John Phillips
- Tehničari: Wally Heider, Eric Weinberg
- Fotografija: Jim Marshall
- Dizajn omota albuma: Ed Thrasher

## Vanjske poveznice
- Discogs - recenzija albuma